# Winfield, Missouri
Winfield är en ort i Lincoln County i Missouri. Vid 2010 års folkräkning hade Winfield 1 404 invånare.